# Kaiserin-Friedrich-Gymnasium
Das Kaiserin-Friedrich-Gymnasium (KFG) ist neben der Humboldtschule (HUS) eines von zwei Gymnasien in Bad Homburg vor der Höhe sowie eine der ältesten Schulen im deutschen Sprachraum. Die nach Victoria von Großbritannien und Irland (1840–1901) benannte Schule ist ein Gymnasium und altsprachliches Gymnasium. Als private Lateinschule im Jahr 1550 gegründet, ist das Gymnasium mit heute 1351 Schülern und 116 Lehrkräften zu einer der größten Schulen des Hochtaunuskreises gewachsen.
Die Johann Wolfgang Goethe-Universität Frankfurt am Main und die Bundesagentur für Arbeit sind Kooperationspartner des Kaiserin-Friedrich-Gymnasiums und der vier Frankfurter Gymnasien Anna-Schmidt-Schule, Goethe-Gymnasium, Heinrich-von-Gagern-Gymnasium und Lessing-Gymnasium.
Am 3. Dezember 2010 erhielt das Kaiserin-Friedrich-Gymnasium vom Verein mathematisch-naturwissenschaftlicher Excellence-Center an Schulen e. V. die MINT-EC-Zertifizierungsplakette.

## Geschichte
Die erste ausführliche Darstellung der Geschichte der Schule ist dem ehemaligen Direktor Theodor Szymanski zu verdanken, der diese 1950 zur 400-Jahr-Feier aufschrieb und veröffentlichte.

### Die alte Lateinschule
Nachweislich bestand im Jahre 1550 eine städtische Lateinschule im damaligen Homburg. Es wird jedoch vermutet, dass diese bereits um 1530, begünstigt durch die in Homburg im Jahre 1528 eingeführte Reformation, entstanden ist.
Eine Lücke klafft in den Schulchroniken bis etwa in das Jahr 1800, in dem die Schule durch Geldmangel und sinkende Schülerzahlen wegen der Gründung eines Lehrinstituts durch Stadtpfarrer Johann Georg Breidenstein an Bedeutung verlor.
Das Ende der alten Lateinschule um 1830 brachte auch das Ende des altsprachlichen Unterrichts an der städtischen Homburger Schule. Quellen belegen aber nicht das genaue Datum dieses Ereignisses.
Einerseits könnte das Ende bereits 1819 eingetreten sein, da es seitdem keine Erwähnung mehr in den Stadtakten gab, andererseits wird 1826 ein neu ernannter Pfarrer als Rektor erwähnt.
Es könnte jedoch sein, so deutet jedenfalls Szymanski diese seltsame Begebenheit, dass man um 1826 die Lateinschule bis 1830 wieder kurz aufleben ließ.
Sicher ist jedoch, dass sie 1831 nicht mehr existiert hat, da Quellen erwähnen, dass der Leiter der Homburger Bürgerschule in diesem Jahr an seiner Schule Unterricht im Lateinischen und Griechischen gab.
An die Stelle der Schule trat 1834 eine private Lateinschule.

### Von der Lateinschule zum Gymnasium
Diese private Lateinschule bestand 1834 bis 1865. Leiter waren zuerst der Theologe Heinrich Feltmann und ab 1844 Wilhelm Goepel.
Die Schülerzahlen wuchsen – auch wegen des ansteigenden Kurbetriebs – und die Schüler wurden auf die unteren Klassen eines Gymnasiums vorbereitet. Unter Schulleiter Goepel wurde eine gymnasiale Mittelstufe angefügt. Das kleine Progymnasium bekam kurz darauf noch eine Realabteilung mit Gewicht auf neue Sprachen und Naturwissenschaften.
1855 wurde Goepel wegen des wachsenden Ansehens in der Bevölkerung sogar zum Professor ernannt.
1865 endete die Privatschule, aus ihr ging die städtische höhere Knabenschule hervor, die 160 Schüler der Privatschule übernahm. Die Knabenschule hatte anfangs 219 Schüler und umfasste eine dreiklassige Realschule und einen dreiklassigen gymnasialen Zweig, der zum Eintritt in die Tertia eines Gymnasiums befähigte.
1867 wurde die Schule wegen der politischen Änderung im preußischen Schulsystem von 1866 zu einer Realschule II. Ordnung, die bis 1870 auf sechs Klassen erweitert wurde. Die abgehenden Schüler erlangten das kleine Reifezeugnis. Diese Entwicklungen in der Knabenschule machten eine größere Raumzahl nötig, deshalb errichtete die Stadt in der Gymnasiumsstraße einen Neubau, der 1870 vollendet war.
Der Ausbau zum Realprogymnasium ging weiter und wurde 1890 mit der Einrichtung einer Obertertia und einer Untersekunda vollendet.
1888 ging Direktor Goepel in Pension. Sein Nachfolger Ernst Schulze brachte die Umwandlung der Schule zum Abschluss.
Das neue Progymnasium war wegen des dort stattfindenden Lateinunterrichts bei den Eltern der Schüler nicht sehr beliebt, die den Stadtrat baten, neben dem Progymnasium eine lateinlose Realschule einzurichten. Dies wurde durchgeführt, so dass in den Jahren 1891 bis 1896 drei Schulformen an einer Schule nebeneinander bestanden: das Progymnasium, das abzubauende Realgymnasium und die aufzubauende Realschule.
1896 schließlich beschloss der Magistrat den Ausbau zu einem Vollgymnasium mit angegliederter Realschule. 1899 wurde die Schule als Gymnasium anerkannt. Nach der Umbenennung der Schule am 21. Februar 1900 in Kaiserin-Friedrich-Gymnasium erwarben Ostern 1901 die ersten Schüler ihr Abitur.

### Erster Weltkrieg und Weimarer Republik

Der Bau in der Gymnasiumsstraße

1911 ging Ernst Schulze, seit 1888 Direktor, in den Ruhestand. Ihm folgte Julius Schönemann. Die großen Veränderungen an der Schule waren damit abgeschlossen.
Ein weiteres Zeichen für das Ansehen und die Wertschätzung, die die Schule in der Zeit genossen haben muss, ist die Anordnung der Schulbehörde, am Kaiserin-Friedrich-Gymnasium das externe Abitur durchführen zu lassen.
1915 trat eine wesentliche Verwaltungsänderung ein: Die Schule wurde verstaatlicht. Der Staat Preußen nahm der Stadt Bad Homburg damit die drückenden Verwaltungskosten für die Schule ab. Die Gebäude blieben aber Eigentum der Stadt. Aufgrund des Raummangels forderte Preußen jedoch ein neues Gebäude. Diese Forderung sollte aber erst 1955 erfüllt werden.
Im Jahre 1921 plante die höhere Schulverwaltung in Preußen, die gymnasiale Oberstufe abzubauen. Dies konnte man jedoch bis in das Jahr 1930 verhindern.
Im Oktober 1929 ging Schulleiter Schönemann in den Ruhestand. Im folgte Friedrich Bunnemann, unter dem die Umwandlung in ein Reformrealgymnasium begann. Die Realschule, die seit 1865 bestanden hatte, wurde nun auch aufgelöst. 1937 wurde die Schule in Kaiserin-Friedrich-Schule, staatliche Oberschule für Jungen umbenannt. Die letzten humanistischen Abiturienten wurden Ostern 1938 verabschiedet.

### Die Zeit des Nationalsozialismus und der Zweite Weltkrieg
Die Gleichschaltung der Schulen und die Machtergreifung Adolf Hitlers machten sich auch am Kaiserin-Friedrich-Gymnasium bemerkbar. Immer mehr Schüler kamen in brauner Hitlerjugend-Uniform zum Unterricht. Lehrer trugen nur selten Uniformen. Wenige Jahre später fiel der Samstagsunterricht zugunsten der Hitlerjugend-Treffen aus.
Doch der Schulleiter der Schule, Friedrich Bunnemann, wurde in NS-Parteikreisen als untragbar angesehen. Er wurde nach Marburg versetzt. Ihm folgte das NSDAP-Mitglied Theodor Szymanski, der die Umwandlung der Schule im Sinne des NS-Regimes durchführte, denn 1937 führte Berlin die achtjährige sogenannte Deutsche Oberschule ein.
Nach der Umwandlung hieß das ehemalige Kaiserin-Friedrich-Gymnasium nun Kaiserin-Friedrich-Schule, staatliche Oberschule für Jungen. Dies sollte auch bis 1945 so bleiben.
Bei Kriegsausbruch trat eine erhebliche Behinderung des Unterrichts ein. So wurden zahlreiche Lehrer und Schüler zum Kriegsdienst eingezogen.
Der schlimmste Luftangriff auf Bad Homburg ereignete sich am 8. März 1945. Mehrere Brandbomben trafen die Schule. Ein großer Brand konnte nur durch ein schnelles Eingreifen des Hausmeisters verhindert werden. Weitaus schlimmer getroffen wurde das Homburger Lyzeum. Somit musste das Lazarett in die Kaiserin-Friedrich-Schule verlegt werden. Der Unterricht wurde eingestellt.

### Nach dem Zweiten Weltkrieg
Anfang Dezember 1945 konnte der Unterricht wieder aufgenommen werden, allerdings im Gebäude der Landgraf-Ludwig-Grundschule in der Homburger Altstadt.
Die amerikanische Verwaltung, die das Schulgebäude benutzt hatte, räumte dieses im Januar 1946, so dass das alte Gebäude am 6. Februar 1946 wieder bezogen werden konnte.
Neuer Schulleiter wurde Franz Wegner. Wegen ihrer NS-Vergangenheit durften einige Lehrer nicht weiter unterrichten. Alle anderen kehrten in den Dienst an der Schule zurück.
Die Schule war nun ein Realgymnasium mit der Sprachenfolge Englisch/Latein oder Französisch/Französisch oder Latein. 1946 trat die neue Lehrverfassung in Kraft. Der Schulbesuch dauerte nun wieder neun Jahre.

Der Neubau (1955)

Wegener ging 1949 in Ruhestand. Ihm folgte Friedrich Huf. Er musste noch viele Kriegsschäden beseitigen. 1950 ging ein alter Wunsch in Erfüllung: Das seit 1938 nicht mehr existierende altsprachliche Gymnasium wurde wieder aufgebaut. Ostern 1950 hatte die Schule wieder eine gymnasiale Sexta. Die Schule war jetzt ein Realgymnasium mit Gymnasium im Aufbau.
Angesichts der steigenden Schülerzahlen und des damit verbundenen Raummangels wurde ein Neubau der Schule geplant, der schließlich am 21. Mai 1955 am südöstlichen Rand des Kurparks bezogen werden konnte. Schulleiter Huf hat „seinen“ Neubau nie von innen gesehen. Er starb nach einer schweren Krankheit am 21. Dezember 1955. Der große Neubau bot Platz für 24 Klassen, einen naturwissenschaftlichen Trakt und einen Verwaltungstrakt. Nachfolger von Huf wurde ab Ostern 1956 Lancelot Marioth.
Im Jahre 1956 wurde in der Oberstufe eine Gabelung in einen neusprachlichen Zweig und einen mathematisch-naturwissenschaftlichen Zweig vollzogen. Die Schule galt immer noch als Jungenschule. Doch in der Oberstufe wurden auch Mädchen aus dem Lyzeum aufgenommen, die Latein bis zum Abitur belegen wollten.
1966 wurde die Schulleitung von Joachim Dienemann übernommen. Er amtierte in einer Epoche, die stark von Schülerprotesten geprägt war. Diese gingen jedoch an Bad Homburg praktisch vorbei. 1967 wurde die Koedukation für alle Zweige eingeführt.
Ständiges Thema war weiterhin der Raummangel, den man mit zwei Anbauten 1970 und 1985 zu lindern versuchte. Jetzt hatte die Schule unter anderem einen größeren Trakt für die Naturwissenschaften, eine weitere Turnhalle und ein neu gestalteter Musiksaal zur Verfügung.
Dienemanns Gesundheitszustand zwang ihn, aus dem Schuldienst auszuscheiden. Sein Nachfolger wurde 1980 Erich Richter. Dieser wurde 1989 durch Gerfried Stein abgelöst.
Am 21. Februar 2000 erhielt die Schule den Namen Kaiserin-Friedrich-Gymnasium zurück. Im Jahr 2001 wurde die neue Aula und Sporthalle eingeweiht. Im Schuljahr 2004/2005 wurde die achtjährige Gymnasialzeit (G8) eingeführt. Im Jahr 2004 wurden des Weiteren der neue Sportplatz und Pausenhof für Bewegungsspiele sowie der neue Pausenhof für die Oberstufenschüler eröffnet. Im Juni/Juli 2005 begannen die Arbeiten für die neue Cafeteria neben dem Haupteingang. Im September 2006 wurde Heike Zinke neue Schulleiterin.
2011 erwarb der Hochtaunuskreis das benachbarte Sanatorium Dr. Goldschmidt, um eine Erweiterungsmöglichkeit für die Schule zu haben.
Von August 2017 bis zum August 2019 wurde der sogenannte „Turm“ für 7,9 Millionen Euro komplett saniert und mit neuester Technik ausgestattet.
In naher Zukunft ist geplant, ein neues Gebäude für die Bibliothek und die Kunsträume auf dem vorderen Schulhof zu errichten.
Im Februar 2020 wurde Jochen Henkel neuer Schulleiter, nachdem Heike Zinke in den Ruhestand gegangen ist.

## Namensgeberin der Schule – Victoria von Großbritannien und Irland

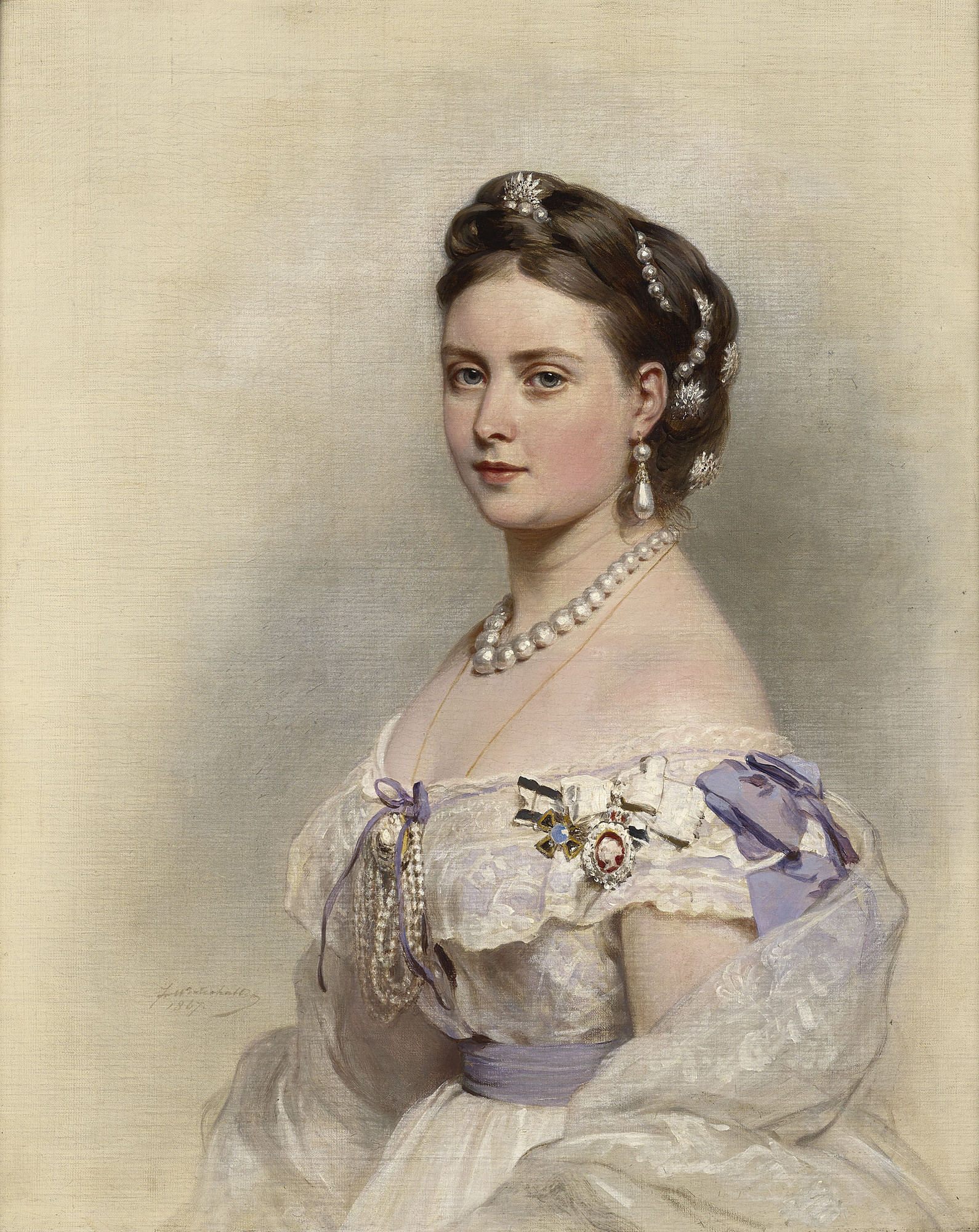
Victoria von Großbritannien und Irland (1840–1901)

Im Jahr 1900 genehmigte Wilhelm II. den Namen Kaiserin-Friedrich-Gymnasium für die Schule. Kaiserin Friedrich – wie sich Victoria von Großbritannien und Irland zu dieser Zeit aus Trauer über den Tod ihres Mannes Friedrich III. nannte – wohnte zu dieser Zeit auf Schloss Friedrichshof in Kronberg im Taunus nahe Bad Homburg. Die Kontakte Victorias zur Schule beschränkten sich jedoch auf Schriftverkehr.
Victoria verstarb am 5. August 1901. Sie galt zu Lebzeiten als modern, liberal und weltoffen.

## Die Schule heute

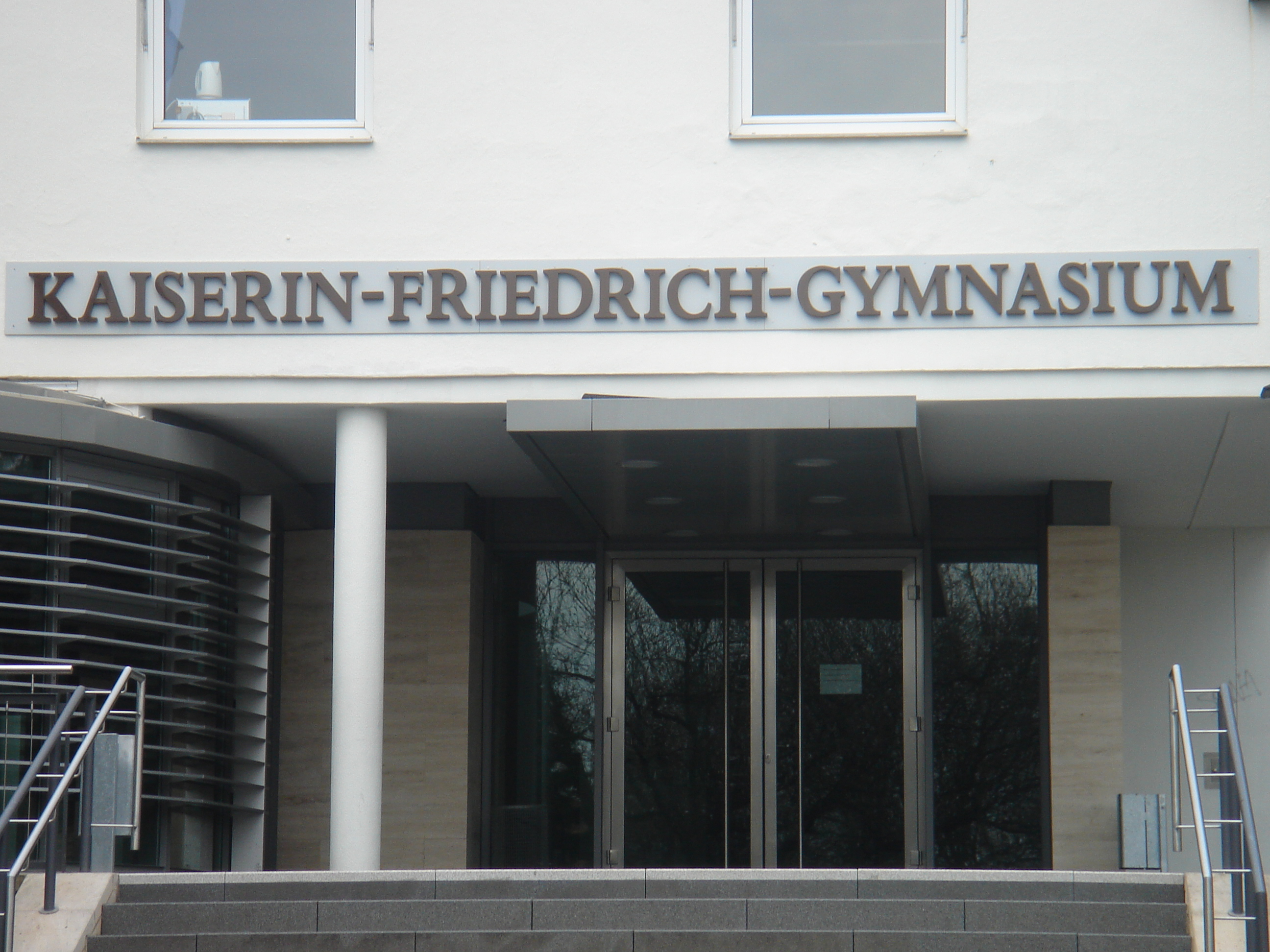
Der Haupteingang des Kaiserin-Friedrich-Gymnasiums heute, links befindet sich die neue Cafeteria.

Das Kaiserin-Friedrich-Gymnasium befindet sich im Stadtteil Gonzenheim direkt gegenüber vom Amtsgericht, Seedammbad und der Taunus-Therme.
Heute ist das Gymnasium mit 1351 Schülern eine der größten Schulen im Hochtaunuskreis.
Ende November 2008 wurde bekannt, dass das Kaiserin-Friedrich-Gymnasium als eines von zehn Gymnasien mit den besten Berufsorientierungskonzepten ausgezeichnet wurde und den zweiten Platz beim Wettbewerb der Deutschen Wirtschaftsjunioren erreichte.

### Abitur nach zwölf Jahren
Im Schuljahr 2004/2005 wurde die achtjährige Gymnasialzeit (G8) eingeführt. Dadurch wurde für die Sekundarstufe I die Ganztagsschule verbindlich eingeführt.
Als erstes Gymnasium in Hessen bot das Kaiserin-Friedrich-Gymnasium leistungsstarken Schülern ab dem Schuljahr 1999/2000 bis zur Einführung des verkürzten gymnasialen Bildungsgangs (Schuljahr 2004/2005) ein besonderes Angebot an. Leistungsstarke Schüler konnten sich für die sogenannte Projektklasse entscheiden. Diese spezielle Klasse lernt den Unterrichtsstoff der sechsten bis zehnten Jahrgangsstufen innerhalb von vier anstatt fünf Jahren. Beim Übergang in die Oberstufe kommen diese Schüler in die nächsthöhere Jahrgangsstufe gemeinsam mit den Schülern der Regelklassen (G9-Zweig).

### Oberstufe
Im ersten Jahr der Oberstufe (Einführungsphase) findet der Unterricht im Kurssystem statt.

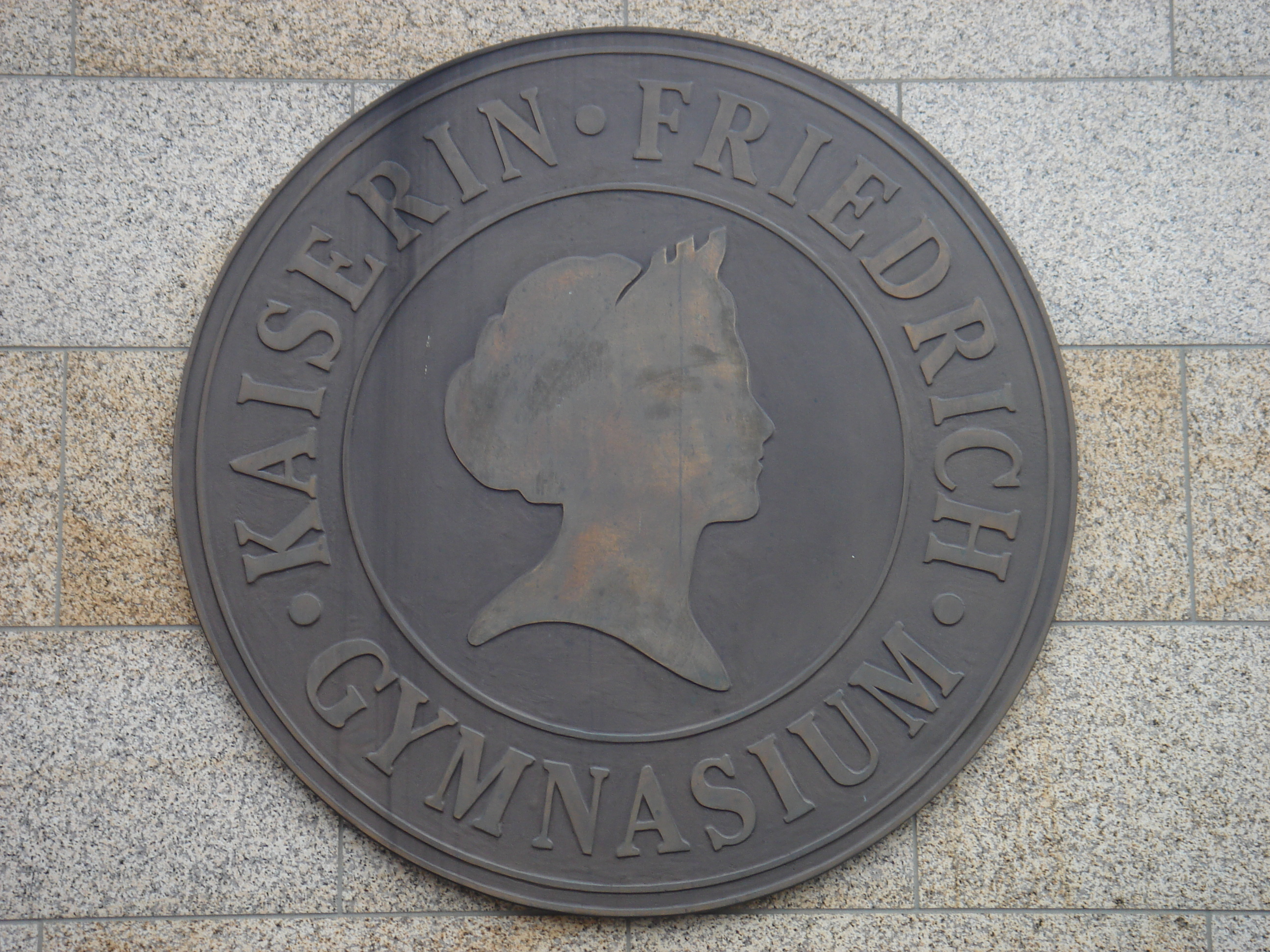
Logo an der Mauer der Aula

### Fremdsprachenunterricht
Als Gymnasium und altsprachliches Gymnasium bietet das Kaiserin-Friedrich-Gymnasium seinen Schülern viele Möglichkeiten, Sprachen zu lernen.
Zusätzlich zu den unten genannten Wegen besteht die Möglichkeit, eine Arbeitsgemeinschaft (AG) für die Sprachen Neugriechisch und Früh-Englisch (für Lateinanfänger ab der fünften Jahrgangsstufe) zu besuchen.
Neben Englisch wird in der fünften Jahrgangsstufe Latein als erste Fremdsprache angeboten.
Fremdsprachenfolge 1:
- ab Jahrgangsstufe 5: Latein

- ab Jahrgangsstufe 6: Englisch

- ab Jahrgangsstufe 8: Griechisch, Französisch, Russisch oder Spanisch

Fremdsprachenfolge 2:
- ab Jahrgangsstufe 5: Englisch

- ab Jahrgangsstufe 6: Französisch

- ab Jahrgangsstufe 8: Griechisch, Latein, Russisch oder Spanisch

Fremdsprachenfolge 3:
- ab Jahrgangsstufe 5: Englisch

- ab Jahrgangsstufe 6: Latein

- ab Jahrgangsstufe 8: Französisch, Griechisch, Russisch oder Spanisch

#### Zweisprachiger Unterricht
Zum Schuljahresbeginn 2008/2009 führte das Kaiserin-Friedrich-Gymnasium erstmals zweisprachigen Unterricht in der fünften Jahrgangsstufe ein. In den Fächern Englisch und Deutsch wird zweisprachig unterrichtet. Die Schüler in den zweisprachigen Klassen sollen ab der siebten Jahrgangsstufe in drei bis vier Fächern nur auf Englisch unterrichtet werden. Schülern in zweisprachigen Klassen ist es jederzeit möglich, in die Regelklassen zu wechseln. Den Schülern der Regelklassen ist es nicht möglich, in die zweisprachige Klassen zu wechseln. In der fünften Klasse haben die Schüler zwei Stunden mehr Unterricht als die anderen Klassen, also sieben Stunden, in der siebten Klasse dann gleich viel, nämlich fünf Stunden.

### Sonstiges

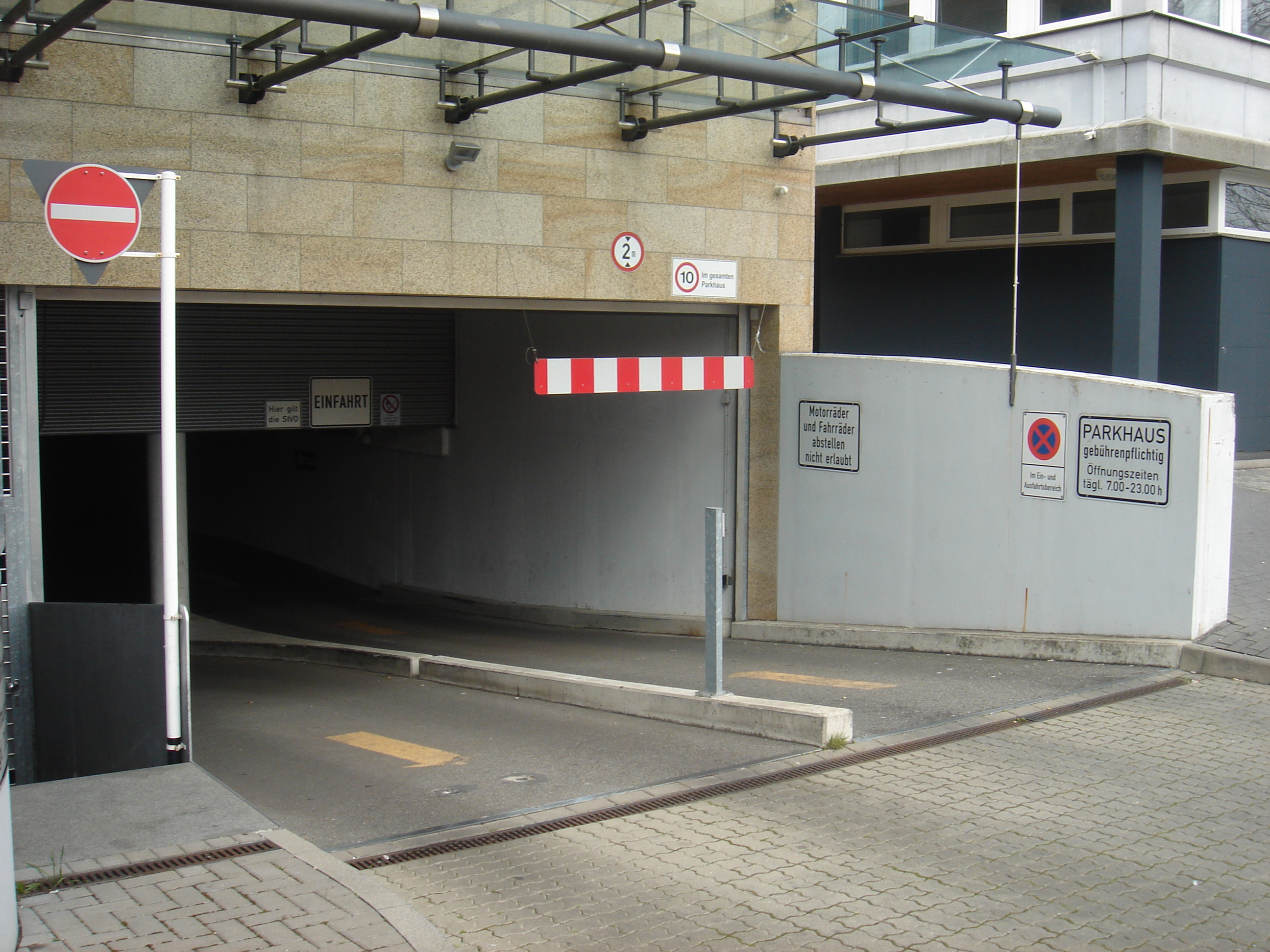
Eine Besonderheit des Gymnasiums: das eigene Parkhaus

Das Gymnasium verfügt über eine Bibliothek, die etwa 10.000 Bücher umfasst. Sie verfügt neben aktueller und klassischer Kinder- und Jugendliteratur, Sach- und Fachbücher, didaktischer Literatur für die Lehrkräfte auch Bücher aus dem 19. und 20. Jahrhundert. Die Leseförderung wird an der Schule gefördert, indem unter anderem Vorlesewettbewerbe, Autorenlesungen und sogenannte Lesenächte veranstaltet werden.
Es werden viele verschiedene Arbeitsgemeinschaften (AG) angeboten. Die Schüler können aus den Bereichen „Chor“, „Mathematik, Naturwissenschaften und Informatik“, „Orchester“, „Sport“, „Sprachen und Literatur“, „Theater“ und „Weitere Arbeitsgemeinschaften“ wählen.
Das Kaiserin-Friedrich-Gymnasium führt mit sechs internationalen Schulen Schüleraustausche durch. Die Schulen befinden sich in Großbritannien, in den Vereinigten Staaten, in Frankreich, in Argentinien und in Russland.
Seit 2012 besteht eine Partnerschaft mit der Musalala Primary School und Musalala Secondary School in Musalala, Kenia. Bei Besuchen der deutschen Schülerinnen und Schüler in dem Ort, der etwa 150 km südöstlich von Nairobi liegt, werden Projektarbeiten unter anderem im Bereich Wasserversorgung und Schulgebäude durchgeführt.
Eine bauliche Besonderheit des Gymnasiums ist das eigene Parkhaus.

### Trivia
Elvis Presley nahm in seiner Friedberger Zeit Karatestunden bei Jürgen Seydel, dem Gründer und Leiter der ersten Karateabteilung Deutschlands in der Homburger Turngemeinde. Trainiert wurde damals im Kaiserin-Friedrich-Gymnasium.
Berti Vogts hat eine Bad Homburger Vergangenheit. Anfang der 1970er trainierte er am Kaiserin-Friedrich-Gymnasium mit der Jugendnationalmannschaft.
Der spätere NSDAP-Reichstagsabgeordnete Hans Meinshausen war 1914 für einige Wochen Referendar am KFG.

## Absolventen
- Cliff Allister (* 1957), Schriftsteller

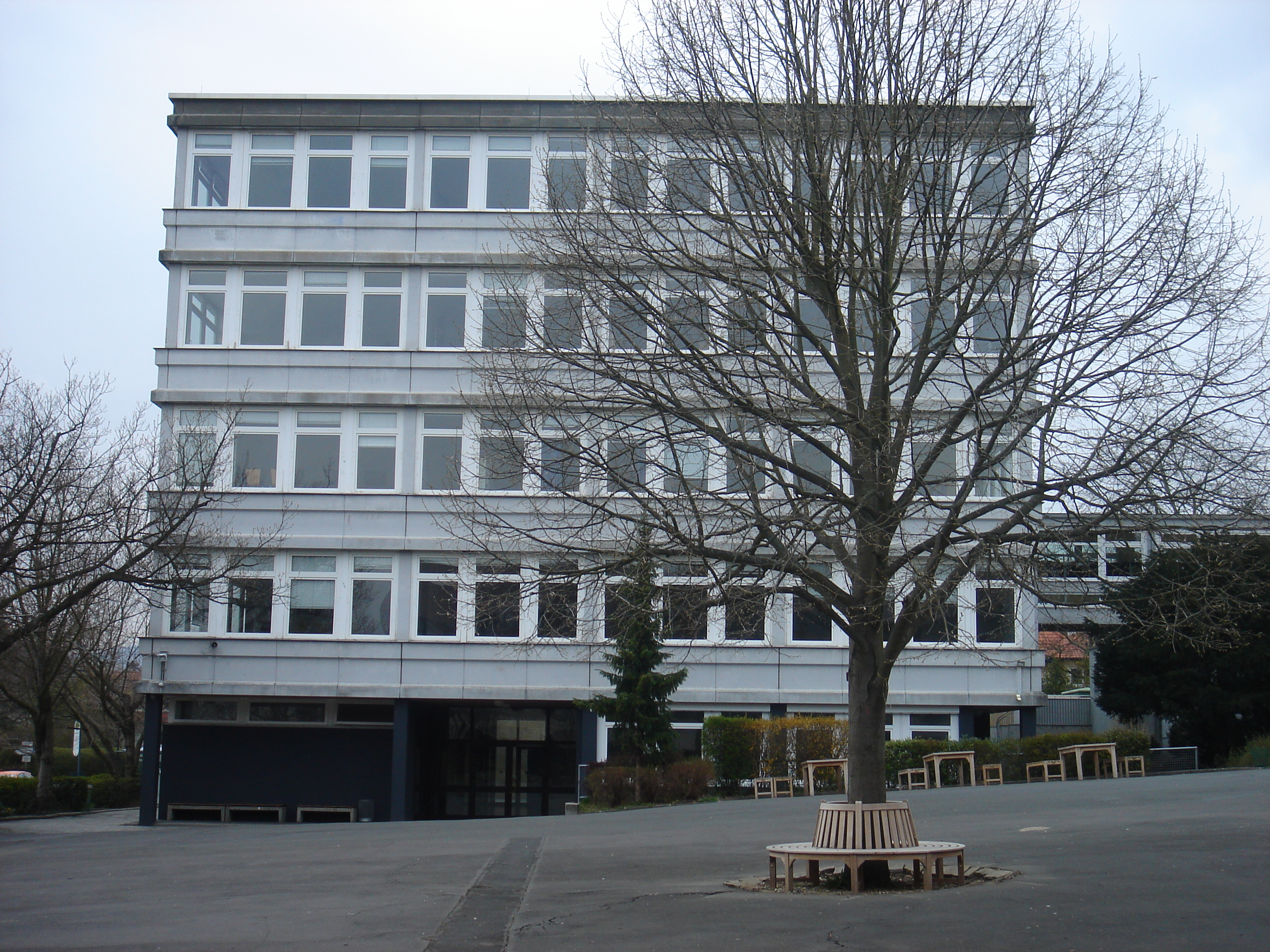
Der sogenannte „Turm“

- Julia Bautz (* 1993), Synchronsprecherin und -regisseurin
- Gerd Becht (* 1952), Rechtsanwalt und ehemaliges Mitglied des Vorstandes der Deutschen Bahn
- Willi Born (1912–2005), Unternehmer
- Ulli Brenner (* 1962), Musikproduzent und DJ
- Karl Gottfried Brunotte (* 1958), Komponist,  Musikphilosoph
- Jürgen Brosius (* 1948), Professor für Molekulare Genetik
- Stella Deetjen (* 1970), Entwicklungshelferin
- Farhad Dilmaghani (* 1971), Staatssekretär in Berlin
- Rainer Maria Ehrhardt (* 1948), Rundfunksprecher, Journalist und Moderator
- Andreas Fahrmeir (* 1969), Historiker an der Johann Wolfgang Goethe-Universität Frankfurt am Main
- Daniel Hartwich (* 1978), Moderator
- Stefan Heid (* 1961), Theologe und Hochschullehrer für katholische Kirchengeschichte
- Jochen Hemmleb (* 1971), Autor und Alpinhistoriker
- Jürgen Herrlein (* 1962), Rechtsanwalt
- Florian Herrmann (* 1971), Landtagsabgeordneter in Bayern
- Heinrich Jacobi (1866–1946), Archäologe
- Erasmus von Jakimow (1918–1944), Maler
- Susanne Klatten (* 1962), Unternehmerin
- Michael Korwisi (* 1952), hessischer Politiker, Oberbürgermeister von Bad Homburg vor der Höhe
- Martin Kriele (1931–2020), Rechtswissenschaftler
- Katja Kullmann (* 1970), Schriftstellerin
- Thomas Löhr (* 1952), Weihbischof in Limburg an der Lahn
- Sebastian Lotzkat (* 1981), Herpetologe
- Hans Martin (1930–2016), Oberbürgermeister von Hanau
- Joachim Merz (* 1948), Professor für Wirtschaftswissenschaften
- Jo van Nelsen (* 1968), Sänger, Schauspieler und Chansonnier
- Stefan Quandt (* 1966), Unternehmer
- Willhart S. Schlegel (1912–2001), Sexualforscher und Dichter[8]
- Georg Schramm (* 1949), Psychologe und Kabarettist
- Martin Rudolf Schneider („Maddin Schneider“) (* 1964), Schauspieler und Komiker
- Arnd Freiherr von Wedekind (1919–1943), NS-Gegner[9]
- Tom Wolf (* 1964), Schriftsteller
- Lisa Zeitz (* 1970), Kunsthistorikerin

## Literatur

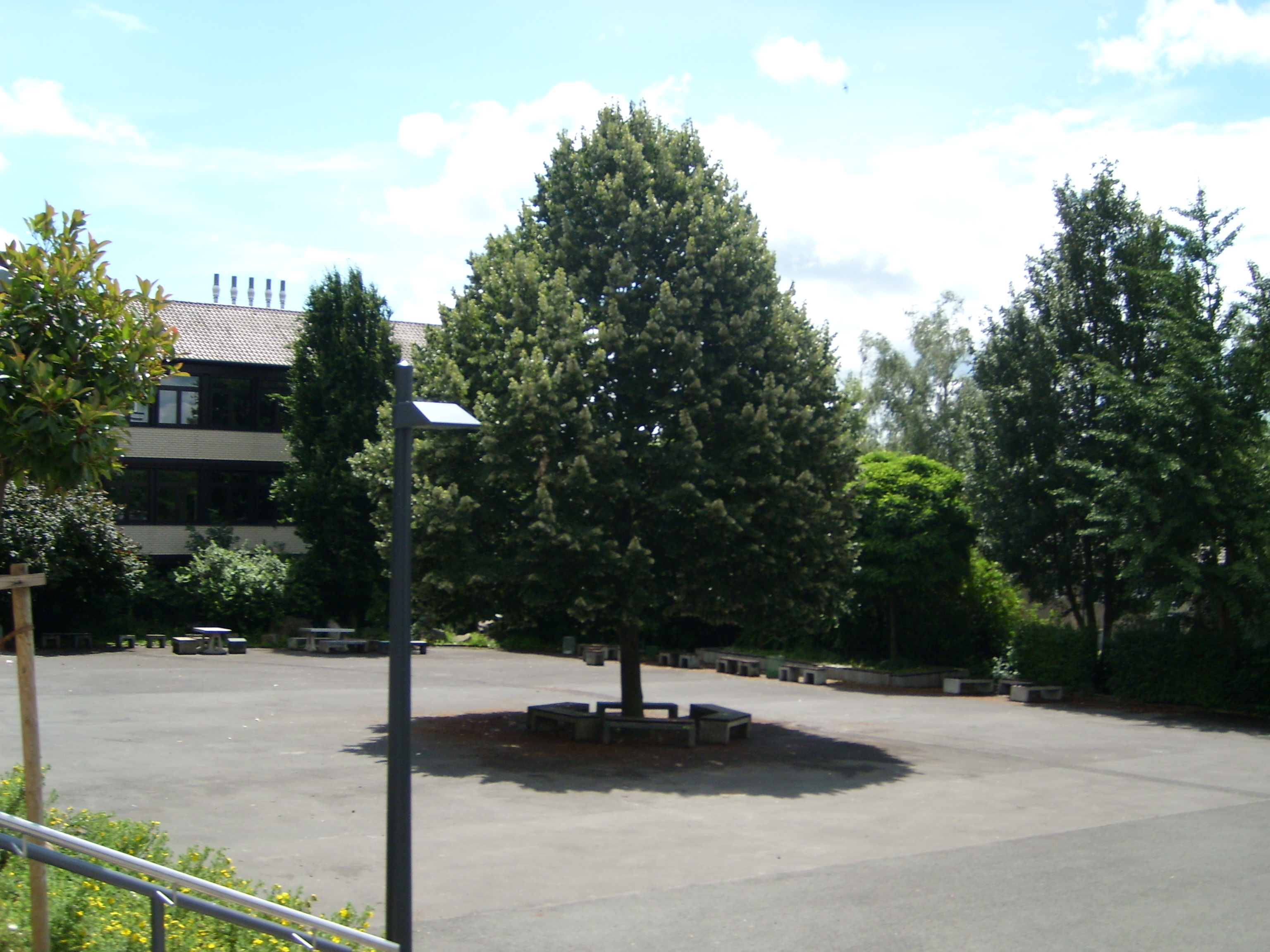
Der vordere Pausenhof